# Hertha Kräftner
Hertha Kräftner (* 26. April 1928 in Wien; † 13. November 1951 ebenda) war eine österreichische Schriftstellerin.

## Leben
Hertha Kräftner wuchs im burgenländischen Mattersburg auf und unternahm während ihrer Schulzeit erste poetische Versuche. Als 1945 Soldaten der Roten Armee in das Haus der Familie eindrangen, wurde das Leben der sensiblen Frau nachhaltig erschüttert. Der Vater, Viktor Kräftner, zog sich bei einer Auseinandersetzung mit einem sowjetischen Soldaten eine Verletzung zu, an deren Folgen er im September desselben Jahres starb.
Von diesen Ereignissen tief getroffen, schloss Kräftner das Bundesrealgymnasium Mattersburg ab und zog 1947 zu ihrer Tante Wilhelmine Karger, um an der Universität Wien das Lehramtsstudium der Germanistik und Anglistik aufzunehmen. Hier besuchte sie auch Vorlesungen über Psychologie, in denen sie mit dem Existentialismus Sartres in Berührung kam. Sie lernte den Bibliothekar Otto Hirss kennen und verlieh ihm – in Anlehnung an das gleichnamige Schauspiel Arthur Schnitzlers – den Spitznamen Anatol. Die schwierige Beziehung der beiden, die in den folgenden Jahren durch zahlreiche Affären Kräftners noch zusätzlich belastet wurde, offenbart sich auch in Kräftners Briefen und Tagebuchaufzeichnungen.
In den literarischen Kreisen der österreichischen Hauptstadt erlangte sie bald Anerkennung und fand sich im Oktober 1948 erstmals gedruckt: Hermann Hakel, Kräftners erster literarischer Förderer, veröffentlichte in seiner Zeitschrift Lynkeus ihr Gedicht „Einem Straßengeiger“. Sie wechselte bald darauf die Studienrichtung und beschäftigte sich fortan mit Psychologie, Philosophie und Ästhetik.
Kräftner, die bisher nur Lyrik verfasst hatte, begann im Jahr 1949 erstmals, Prosatexte zu schreiben. Im Sommer 1949 reiste sie über eine Jugendorganisation, die Arbeit und Ferien anbot, für einige Wochen nach Norwegen. Ihr Reisetagebuch lässt erkennen, wie einsam und verloren sie sich fühlte, wie sehr sie zwischen Resignation und Hoffnung schwankte. Sie begann eine Affäre mit einem Dänen, die jedoch ein rasches Ende fand. Dies war wieder ein Akt der Entfremdung von ihrem Freund, Otto Hirss, der jedoch weiterhin zu ihr hielt, obgleich es ihm schwer fiel, mit Kräftners immer stärker werdenden Depressionen und ihren Selbstmordgedanken umzugehen.
Nach ihrer Rückkehr befreundete sich Kräftner mit dem Neurologen und Begründer der Logotherapie und Existenzanalyse Viktor E. Frankl, dessen Vorlesungen sie besuchte. Auf sein Anraten trat sie 1950 mit dem literarischen Zirkel um Hans Weigel im Café Raimund in Verbindung, sprach und korrespondierte mit Schriftstellern wie René Altmann, H.C. Artmann, Gerhard Fritsch, Friederike Mayröcker, Jeannie Ebner und Andreas Okopenko, die in der Zeitschrift Neue Wege publizierten. Auch Kräftners Werke erschienen dort und in anderen Blättern, z. B. Stimmen der Gegenwart, wurden im Wiener Volksbildungshaus Urania sowie im Rundfunk vorgestellt.
Trotz dieser ersten schriftstellerischen Erfolge fühlte sich Kräftner unverändert einsam und traurig. Im August 1950 flüchtete sie nach Paris zu Marguerite Rebois, die sie in Norwegen kennengelernt hatte. Es gelang ihr, sich ein wenig zu zerstreuen, so dass sie dort eine nach eigenen Aussagen sehr glückliche Zeit verbrachte. Unter diesem Eindruck entstand das "Pariser Tagebuch", das von der Zeitschrift Neue Wege 1951 mit dem Prosapreis gewürdigt wurde. Außerdem begann sie, auf Anregung Frankls an ihren „Notizen zu einem Roman in Ich-Form“ zu arbeiten. Dieser Roman blieb jedoch Fragment. Auch ihre 1949 begonnene Dissertation zum Thema „Die Stilprinzipien des Surrealismus, nachgewiesen an Franz Kafka“ schloss sie nicht ab.
Die im Jahre 1951 verfassten Texte neigten sich immer stärker hin zu Resignation und Tod. Wiederholt erwog Kräftner, sich das Leben zu nehmen. Zugleich spielte sie mit dem Gedanken, ihrem ehemaligen Geliebten Harry Redl, der einige Monate zuvor nach Kanada ausgewandert war, dorthin zu folgen und mit ihm ein neues Leben zu beginnen. Doch dazu kam es nicht mehr. Auch die kurze, aber intensive Liebesbeziehung im Sommer zum Photographen Wolfgang Kudrnofsky, mit dem sie Moped fuhr, Kafka las und einen Kriminalroman entwarf, vermochten ihr keinen neuen Lebensmut mehr zu spenden. In der Nacht vom 12. auf den 13. November 1951 nahm sich die „Selbstmörderin auf Urlaub“, wie Hans Weigel sie nannte, mit einer Überdosis Veronal das Leben. Sie wurde 23 Jahre alt.
Hertha Kräftner wurde am Atzgersdorfer Friedhof (Abteilung 1, Nummer 98) bestattet.
Im Jahr 2001 wurde in Wien-Floridsdorf (21. Bezirk) die Hertha-Kräftner-Gasse nach ihr benannt.

## Werk
Infolge ihres kurzen Lebens beschränkt sich Kräftners Werk auf kaum mehr als hundert Gedichte, einen Romanentwurf, einige kurze Prosatexte und Tagebuchaufzeichnungen. Ihre literarische Bedeutung ergibt sich vor allem aus den lyrischen Produktionen, während die Prosa überwiegend nicht an deren Qualität heranreicht.
Evident ist der autobiographische Bezug ihrer Poetik, deren zentrale Ausgangspunkte die eigene psychische Verfassung und das unmittelbare individuelle Erleben waren. Für diese subjektive Lyrik trat Kräftner auch in literaturtheoretischen Auseinandersetzungen ein. An den Schriftsteller Herbert Eisenreich schrieb sie: „Jedes Seelenbild ist auch ein Weltbild. Selbst das realistischste Weltbild ist auch ein Seelenbild.“
Anspielungen auf die gesellschaftlichen und politischen Umbrüche jener Zeit sucht der Leser indes sowohl in Kräftners Gedichten als auch in ihren Briefen und Tagebuchaufzeichnungen meist vergebens. Kein Wort über Lebensmittelkarten, Schwarzmarktgeschäfte und zerbombte Häuser, kein Wort über das nach dem „Anschluss“ von 1938 und den Verwüstungen des Krieges gebrochene österreichische Selbstverständnis, keine Zeile über die sich anbahnende politische Zersplitterung. Kräftner schrieb ihre Gedichte, wie sie es einmal ausdrückte, ohne Gedanken an die „Situation in Europa“.
In den frühen, d. h. in den Jahren 1946 und 1947 verfassten Gedichten sind Kräftners Vorbilder noch überdeutlich auszumachen: Hugo von Hofmannsthal, Conrad Ferdinand Meyer, Josef Weinheber und Anton Wildgans, vor allem jedoch Georg Trakl und Rainer Maria Rilke. Zwar sind diese ersten dichterischen Versuche, wie Okopenko es ausdrückte, noch stark durch  „Jungmädchensentimentalität“ geprägt, doch lassen sie bereits erkennen, welche Themen Kräftner in den folgenden Jahren beschäftigen werden. Sie erzählen von der Sehnsucht nach Berührung und dem rettenden „Du“, zugleich aber auch von Abschied und Vergänglichkeit, Melancholie und Todessehnsucht.
Und das heißt Mädchen sein:

am Fenster stehn und warten

und so voll Sehnsucht sein,

wie draußen im Garten

die roten Rosen sind,

wenn sie in Nächten fühlen:

wir werden blühen. -

Und man ist nicht mehr Kind.

(aus „Mädchen“, 1. Dezember 1946, erstes datiertes Gedicht)
Wie ein roter Faden zieht sich das Motiv des Todes durch ihr Gesamtwerk. Der frühe Tod ihres Vaters, die Schrecken der Besatzungszeit und die quälenden Liebesbeziehungen haben tiefe Spuren in der fragilen Frau hinterlassen und zu einer festsitzenden Verstörtheit geführt.
| Das Gesicht meines toten Vaters das meinem ähnlich sieht, wandelt in den Friedhofbäumen hin und her. (aus "Das Gesicht meines toten Vaters", 22. Oktober 1950) | Ach, der Tod wird nach Pfeffer und Majoran riechen, weil er vorher im Laden beim Krämer saß, der am silbrigen Schwanz eines Salzherings erstickte. (aus "Wer glaubt noch", 11. Mai 1951) |

Großen Einfluss auf sie übte die Begegnung mit Viktor Frankl aus, dessen Denkmodell einer Existenzanalyse, die von der Sinnsuche als seelischen Grundzustand des Menschen ausgeht, sie tief beeindruckte. Andere Orientierungspunkte bildeten Existenzphilosophen wie Sören Kierkegaard und Jean-Paul Sartre – siehe den Anfang 1950 entstandenen Prosazyklus „Beschwörung eines Engels“: „Vielleicht bist du das Nichts, das alles ist?“ – sowie der junge Paul Celan, von dem sie erstmals in einer Ausgabe der Zeitschrift Der Plan von Otto Basil las. Die ab 1949 entstandenen Prosatexte waren stark an Franz Kafka angelehnt.
Kräftner apperzipierte in ihrer Poesie die Furcht als metaphysische Grundbefindlichkeit, ihre Haltung basierte auf absoluter Vergeblichkeit und existentieller Verzweiflung, der Tod wurde als fester Bestandteil des Lebens erfasst.
| Gesicht des Widerspruchs von dicht und lose, verstreut an Augenblicke, die es liebt, und so, als ging es schmal ins Ausweglose, von dem es weiß, daß es besiegt. (aus "Selbstbildnis", 26. April 1949) | Und zur gleichen Zeit, wenn die Toten in ihren Gräbern sich umdrehn, bitten die jungen Frauen ihren Mann um ein Kind. (aus "Die Eltern im Herbst", 23. November 1950) |

Ab Mitte 1950 entstand der sowohl qualitativ hochwertigste als auch umfangreichste Teil ihres Schaffens. Kräftner verarbeitete jetzt Sinneswahrnehmungen und rückte kleine Szenen aus dem Alltagsleben in den Mittelpunkt ihrer Lyrik. Der Ton wurde lapidar-höhnisch, surreale Elemente ließen Disharmonie entstehen und zeigten ein grundlegend gestörtes menschliches Sein. In ihren letzten Werken traf Kräftner den ästhetischen Zeitgeist: „Der Neorealismus der Trümmerliteratur, Existentialismus und Surrealismus verschmelzen in der illusionslosen Selbstdarstellung des lyrischen Ich, in der sich äußerer Zusammenbruch und resignative Zeitstimmung nach Kriegsende widerspiegeln.“ (Dr. Cornelia Fischer in „Kindlers neues Literaturlexikon“)
| Am frühen Abend fiel vom Kaufhaus gegenüber Reklamelicht blau ins Büro. Die Schreibmaschine klirrte leise, leise … (aus "Im Büro", 3. Juni 1951) | Der Gin schmeckt gleich um elf und drei, das Soda nur wird schaler. Wer will, der kann mich haben für einen alten Taler. (aus "Betrunkene Nacht", 29. Juni 1951) |

Für Bernhard Fetz steht ihr Schaffen in der Tradition einer "psychogrammatischen" Literatur: "Die Auflösung des Ich in konstant bleibenden sprachl. Bildern des Traums, des Todes, der Liebe u. der Fremdheit überlagert die Wirklichkeit der äußeren Welt." (Killy Literaturlexikon)

## Rezeption
Zu Lebzeiten Kräftners waren von ihr lediglich einige Gedichte in Zeitungen und Zeitschriften erschienen. 1963, zwölf Jahre nach ihrem Tod, gab Andreas Okopenko das Buch „Warum hier? Warum heute?“ heraus und stellte damit erstmals eine Sammlung von Gedichten und Texten Kräftners der Öffentlichkeit vor. Die Ausgabe stieß jedoch auf enormes Desinteresse, nicht einmal 100 Exemplare konnten verkauft werden.
Erst durch die 1977 (von Otto Breicha und Andreas Okopenko) und 1981 publizierten Ausgaben kam es zur sukzessiven Wiederentdeckung der Dichterin. Vor allem die feministische Literaturwissenschaft entdeckte ihre autobiographischen Texte als Beispiele weiblicher Identität und zog den Vergleich zu Autorinnen wie Sylvia Plath und Unica Zürn. Günter Unger gründete 1988 in Mattersburg die Hertha-Kräftner-Gesellschaft, die sich die Pflege von Kräftners Nachlass zur Aufgabe gemacht hat. Peter Härtling und Hans J. Schütz sehen in ihr neben Ingeborg Bachmann die wichtigste österreichische Dichterin nach 1945, und auch das Gros der Literaturwelt, das ihr lange Zeit nur den Platz der gescheiterten Nachwuchshoffnung zugewiesen hat, erkennt heute ihren wesentlichen Beitrag zur Nachkriegsliteratur an. Auch in bekannten Anthologien wie den Conrady und Reich-Ranickis Der Kanon haben ihre Gedichte Eingang gefunden.
Verschiedene Künstler ließen sich von ihr zu weiterführenden Arbeiten inspirieren: Ernst Kölz („Die grausamen Morgen – Lieder nach Gedichten von Hertha Kräftner“), Gerhard Rühm („zwei hertha-kräftner-lieder“) und Stefan Heucke („Sieben Lieder vom Tod“ op. 52 nach Gedichten von Hertha Kräftner für Gesang und Klavier, 2007) vertonten ihre Gedichte, Hans Staudacher und Felix Dieckmann setzten sie zeichnerisch um. Unter Regie von Friederike Füllgrabe entstand ein Theaterstück über Kräftners Leben mit dem Titel „Der Flügelschlag des Schmetterlings“, Jürg Amann entwarf aus ihren Texten den 18-strophigen Monolog „Weil immer das Meer vor der Liebe ist“. Alexandra Bernhardt widmete ihr das Gedicht „An grausamen Morgen“. Martin Kordić veröffentlichte 2022 den Roman „Jahre mit Martha“, in dem der Ich-Erzähler sich von seinem ersten selbst verdienten Geld einen „Band mit Texten von Hertha Kräftner“ kauft, der in ihm die Liebe zur Literatur weckt und ihn sein Leben lang begleitet. Und so werden auch immer wieder Gedichte Kräftners (aus „Kühle Sterne“, 1995) zitiert.

### Werkausgaben
- Warum hier? Warum heute? Stiasny, Graz 1963
- Das Werk. Gedichte, Skizzen, Tagebücher. Edition Roetzer, Eisenstadt 1977, ISBN 3-85374-037-5
- Das blaue Licht. Lyrik und Prosa. Luchterhand, Darmstadt 1981, ISBN 3-472-61334-3
- Kühle Sterne. Wieser, Klagenfurt 2001, ISBN 3-518-39799-0

### Weiterführende Literatur
- Sabine Grossi: Die psychogrammatische Struktur der Dichtung H. K.s. Dissertation Salzburg 1973
- F. Haas: Ein Ding aus Traum und Zeit. H. K.s Gedichte, Prosa und Briefe. In: NZZ, 4. Oktober 1997
- Martin A. Hainz: Zwischentöne – zwei leise Poesien. In: Studia austriaca, Nr. XI, 2003, S. 9–27
- Ders.: Leise zu schreiben – zwei Poesien: Rose Ausländer und Hertha Kräftner. In: »Immer zurück zum Pruth«. Dokumentation des Czernowitzer Symposiums 100 Jahre Rose Ausländer, hrsg. v. Michael Gans u. Harald Vogel. Baltmannsweiler: Schneider Verlag Hohengehren 2002, S. 115–124
- Veronika Leskovar: Die fabelhafte Welt der Hertha Kräftner. Edition Praesens, Wien 2005, ISBN 3-7069-0330-X
- Dine Petrik: Die Hügel nach der Flut. Was geschah wirklich mit Hertha K.? Otto Müller Verlag, Salzburg/Wien 1997, ISBN 3-7013-0941-8
- Evelyne Polt-Heinzl (Hrsg.): „Zum Dichten gehört Beschränkung“. Hertha Kräftner – ein literarischer Kosmos im Kontext der frühen Nachkriegszeit. Edition Praesens, Wien 2004, ISBN 3-7069-0263-X
- Hans J. Schütz: Hertha Kräftner. In: Ein deutscher Dichter bin ich einst gewesen. C.H. Beck Verlag April 1997, ISBN 3-406-33308-7
- Clemens K. Stepina (Hrsg.): „Alles ist in mir“. Notate zu Hertha Kräftner. Edition Art & Science, Wien 2007. ISBN 978-3-902157-21-8. Mit Beiträgen von C. K. Stepina, Anton Bürger & Friedrich Szmudits, Marietta Böning, Sabine Grossi, Martin A. Hainz, Veronika Hofeneder, Helmuth A. Niederle, Dine Petrik, Evelyne Polt-Heinzl.
- Helga Strommer: Hertha Kräftners „Litaneien“. Struktur – Thematik – Sprache. Burgenländisches Landesmuseum (= Wissenschaftliche Arbeiten aus dem Burgenland; 109), Eisenstadt 2003, ISBN 3-85405-148-4